# Bentley Boys

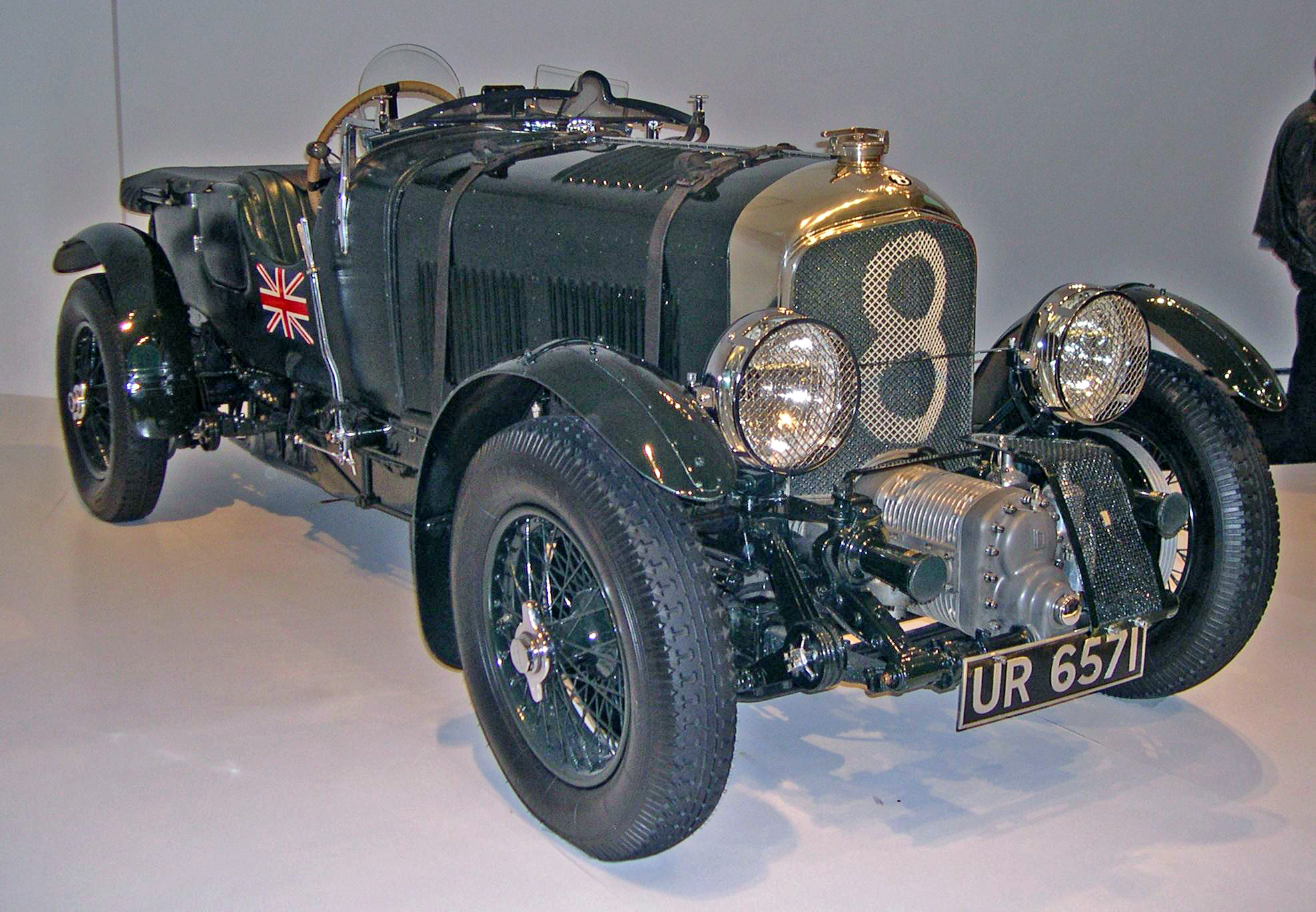
Bentley 4 1/2 Litre – Clement/Chassagne Le Mans 1929

Die Bentley Boys waren eine Gruppe reicher britischer Automobilisten, die in den 1920er Jahren mit Bentley-Sportwagen einige vielbeachtete Siege errangen und dadurch den Ruhm der Marke als Hochleistungsrennwagen, wenn schon nicht begründeten, so zumindest prägten. Als dem Unternehmen Bentley 1925 der Bankrott drohte, kaufte Woolf Barnato, einer der Bentley Boys, kurzerhand die Firma, um sie am Leben zu erhalten.
Zu den Bentley Boys zählten:
- Woolf Barnato
- Dudley Benjafield
- Tim Birkin
- Dale Bourne
- Jean Chassagne
- Frank Clement
- Sammy Davis
- John Duff
- George Duller
- Clive Dunfee
- Jack Dunfee
- André d’Erlanger
- Clive Gallop
- Glen Kidston
- Bertie Kensington-Moir
- Bernard Rubin